# Międzybórz (województwo wielkopolskie)
Międzybórz – wieś w Polsce położona w województwie wielkopolskim, w powiecie śremskim, w gminie Książ Wielkopolski.
Wieś położona 5 km na południowy zachód od Książa Wielkopolskiego przy odnodze drogi lokalnej do Włościejewek. W otoczeniu lasy i niewielkie zbiorniki wodne. Około 2 km na południe zalesione wzniesienie o wysokości 129,8 m n.p.m..
Pod koniec XIX wieku folwark Międzybórz liczył 6 dymów i 167 mieszkańców, z których wszyscy wyznawali katolicyzm.
W latach 1975–1998 miejscowość administracyjnie należała do województwa poznańskiego.
Około 2 kilometry na północ od wsi znajduje się nieczynny przystanek kolejowy Konarskie.